# Оксид осмия(II)
Оксид осмия(II) — неорганическое соединение, окисел металла осмия с формулой OsO,
серо-чёрный порошок,
не растворяется в воде.

## Получение
- Нагревание порошкообразного осмия, сульфата осмия(II) и карбоната натрия в токе углекислого газа.

## Физические свойства
Оксид осмия(II) образует серо-чёрный порошок.
Не растворяется в воде и кислотах.